# 奥伯恩霍尔茨
奥伯恩霍尔茨是德国下萨克森州的一个市镇。总面积37.82平方公里，总人口909人，其中男性458人，女性451人（2011年12月31日），人口密度24人/平方公里。